# Вершинский, Анатолий Николаевич
Анатолий Николаевич Вершинский (13 (25) марта 1888, деревня Игуменка, Тверской уезд, Тверская губерния — 3 августа 1944 года, город Калинин) — историк, краевед, основатель советской школы тверского исторического краеведения.

## Биография
Родился 13/25 марта 1888 года в деревне Игуменка Тверского уезда (ныне Конаковского района) в семье священника. Окончил 2-классную школу, после чего учился в Старицком духовном училище. В 1902—1906 годах учился в Тверской духовной семинарии. В 1906 году поступил в Императорский Казанский университет, в 1908 году переводится на 3 курс историко-филологического факультета Императорского Санкт-Петербургского университета, который окончил в 1911 году. После окончания университета, работал учителем истории в гимназии на станции Озерки Финляндской железной дороги. В гимназии Анатолий Николаевич познакомился со своей будущей супругой — Софьей Петровной Сидоровой, в то время она преподавала в гимназии французский язык, в 1913 году они поженились. В 1922—1932 годах Анатолий Николаевич Вершинский был заведующим словесно-историческим отделением Тверского педагогического института, с 1932 года работал заведующим кафедрой истории народов СССР ТвГУ. А. Н. Вершинскому присвоено учёное звание: в 1927 году — доцент, а в 1934 году — профессор ТвГУ.
В 1923 году Анатолий Николаевич был избран в состав совета Общества изучения Тверского края. Профессор Вершинский занимался изучением родного края, со студентами выезжал в экспедиции.
В 1942 году Анатолий Николаевич Вершинский был включён в состав правительственной комиссии по расследованию злодеяний немцев на Калининской земле. Вместе со студентами в 1942—1943 годах Анатолий Николаевич собирал документы, материалы, свидетельские показания о зверствах фашистов в Калининском и Емельяновском районах. После огромной проделанной работы Вершинский опубликовал издание «Сборник материалов и документов о злодеяниях немцев в Калининской области».
Анатолий Николаевич Вершинский скончался 3 августа 1944 года в городе Калинине, похоронен на Волынском кладбище. Личный архив Вершинского Анатолия Николаевича хранится в Государственном архиве Тверской области.

## Творчество
Анатолий Николаевич Вершинский является автором более 100 работ, около 70 работ посвящены истории Тверского края, среди них: «Тверская текстильная промышленность в её прошлом» (1926), «Население Тверского края» (1929), «Возникновение феодальной Твери» (1935), «Города Калининской области» (1939), «Материалы Общества Изучения Тверского Края» (1939), «Сборник материалов и документов о злодеяниях немцев в Калининской области», «Бои за город Калинин» (1945) и другие. Его работы были опубликованы в изданиях Общества, в журнале «Тверской край», в «Известиях Тверского пединститута», «Историческом сборнике» Академии наук СССР. Вершинский Анатолий Николаевич был редактором журнала «Тверская старина».

## Труды[3]
- Микулинская летопись, составленная по древним актам от 1354 до 1678 года. / под ред. А. Н. Вершинского. — [Москва : Тип. В. Готье, 1854]. — Старица [Типография И. И. Крылова], 1911 (обл. 1912). — 75 с. : ил. ; 23 см. — (Собрание материалов по истории Тверских удельных князей ; Вып. 1). Из предисл. : «Так называемая Микулинская летопись принадлежит перу Н. Г. Головина… Летопись представляет собой собрание выписок из различных источников…»[7].
- Вершинский, Анатолий Николаевич (1888—1944). Микулинский собор, как памятник древнерусского зодчества : Ист.-архитект. очерк / А.Н. Вершинский. - Тверь : Твер. учен. арх. комис., 1914. - 33 с., [6] л. ил., черт.; 25[8][9].
- Вершинский, Анатолий Николаевич (1888—1944). Тверская текстильная промышленность в её прошлом / А. Вершинский. — Тверь : Типография «Тверской Правды», 1926. — 69, [1] с. ; 23 см. — Библиогр. в подстроч. примеч[10].
- Вершинский, Анатолий Николаевич (1888—1944). Дальние экскурсии по Тверской губернии / А. Н. Вершинский [и др.]; под ред. А. Н. Вершинского ; Общество Изучения Тверского края. — Тверь : Изд-во Общества изучения Твер. края, 1928. — 100, [1] с., [14] л. ил. : ил. + Карт. — (Экскурсионный сборник ; Вып. 2)[11].
- Вершинский, Анатолий Николаевич (1888—1944). Салтыковская вотчина в XIX веке : этюд по истории крепостного хозяйства / А. Н. Вершинский. — Тверь : [б. и.] (Типография им. Карла Маркса). 1929. — 37 с. : ил. ; 26 см. — Отдельный оттиск из «Известий Тверского Педагогического Института», вып. 5. — 500 экз. — [Один из представителей рода Салтыковых — писатель М. Е. Салтыков-Щедрин. Подробные сведения о семье и владениях][12].
- Вершинский, Анатолий Николаевич (1888—1944). Тверской край : указатель книг по истории, этнографии и экономической географии : Ч. 1 и 2 / А. Н. Вершинский. — Тверь : [б. и.], 1923. — Часть 1. — 1923. — Приложение к «Методическому сборнику» № 5 (часть 1)[13].
- Вершинский, Анатолий Николаевич (1888—1944). Тверской край : указатель книг по истории, этнографии и экономической географии : ч. 1 и 2 / А. Н. Вершинский. — Тверь : [б. и.], 1923. — Приложение к «Методическому сборнику» № 5. — Часть 2. — 1924. — Приложение к «Методическому сборнику» № 9 (Часть 2)[14].
- Вершинский, Анатолий Николаевич (1888—1944). Хлопчато-бумажная промышленность России и английские кризисы 60-х гг. XIX в. : по переписке Морозовых / А. Вершинский. — Тверь : [Гос. типо-литография им. Карла Маркса], 1930. — [27] с. ; 21 см[15].
- Материалы Общества Изучения Тверского Края / Общество изучения Тверского края. — Тверь : Изд-во Общества изучения Тверского края, 1925. — Вып. 7 : Август 1930 / под ред. М. Г. Кадека, А. Н. Вершинского и К. И. Никольского. — Тверь : Гостипография им. Карла Маркса, 1930. — 80 с. : ил. ; 25 см[16].
- Вершинский, Анатолий Николаевич (1888—1944). Список карельских селений Московской области / А. Н. Вершинский; Московский областной музей. — Москва : тип. изд-ва «Пролетарская правда», 1932. — [12] л., [22] с. — Ксерокопия[17].
- Вершинский, Анатолий Николаевич (1888—1944). Очерки истории верхневолжских карел в XVI—XIX вв. / А. Н. Вершинский. — Москва : [б. и.], 1935. — С. 72—104 ; 21 см. — Библиогр. в подстроч. примеч. — Ксерокопия статьи из издания: Исторический сборник / АН СССР. — Москва, 1935. — Т. 4. с. 73—104[18].